# Vulkanische boog

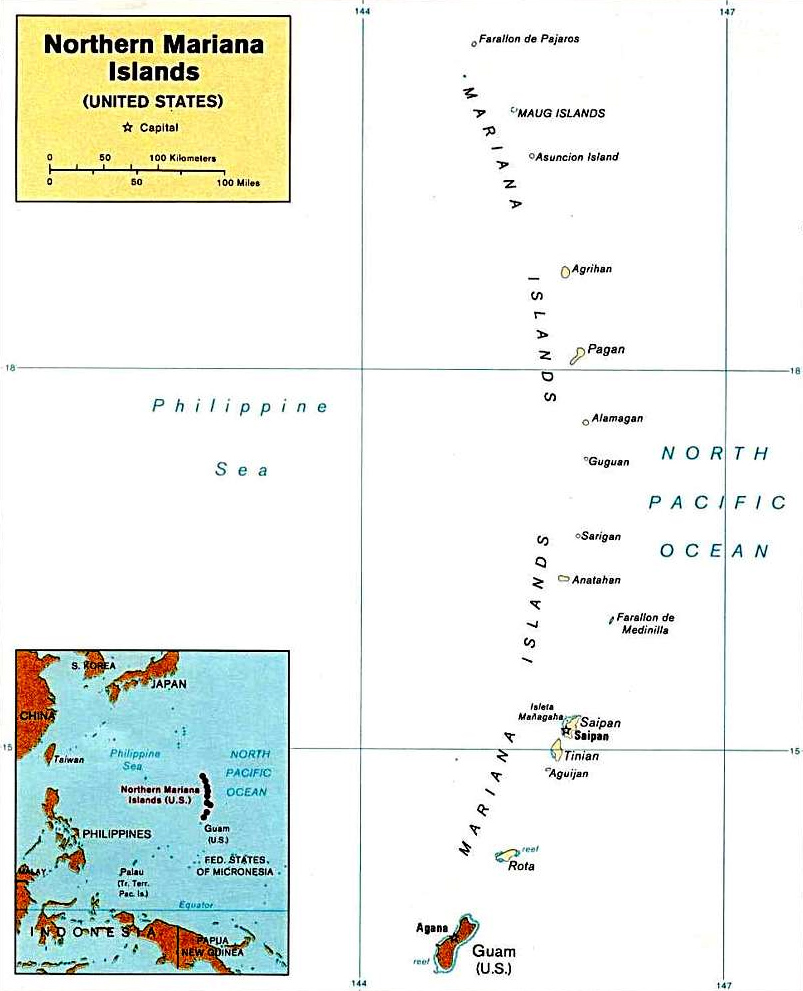
de Marianeneilanden, een oceanische eilandboog

Een vulkanische boog is een boog gevormd door verschillende vulkanische eilanden of bergen die gevormd zijn door plaattektoniek. Vulkanische bogen komen alleen voor bij subductiezones, waar een tektonische plaat onder een andere tektonische plaat schuift. Het smelten van de onderschuivende plaat brengt magma voort. Langs de subductiezone kan het oppervlak omhoog komen als gevolg van verhitting door magma diep in de korst, of door vulkanisme kunnen direct aan de oppervlakte bergen ontstaan (vulkanen). Er zijn twee types vulkanische bogen: 
- eilandbogen of oceanische bogen, een soort archipels
- continentale bogen

In het geval van de eilandbogen is het oceaankorst die onder een stuk oceanische korst schuift. Bij de continentale bogen schuift een stuk oceanische korst onder een continentaal stuk aardkorst.
Twee klassieke voorbeelden van eilandbogen zijn de Marianen in de Stille Oceaan en de Kleine Antillen in de Atlantische Oceaan. Een voorbeeld in Europa zijn de Eolische eilanden ten Noorden van Sicilië.
Voorbeelden van continentale bogen zijn de Centraal-Amerikaanse vulkanische boog, Kamtsjatka, en de Aleoeten.